# Muqimuddin Farooqui
 (juillet 2023).
La mise en forme du texte ne suit pas les recommandations de Wikipédia : il faut le « wikifier ».
Les points d'amélioration suivants sont les cas les plus fréquents. Le détail des points à revoir est peut-être précisé sur la page de discussion.
- Les titres sont pré-formatés par le logiciel. Ils ne sont ni en capitales, ni en gras.
- Le texte ne doit pas être écrit en capitales (les noms de famille non plus), ni en gras, ni en italique, ni en « petit »…
- Le gras n'est utilisé que pour surligner le titre de l'article dans l'introduction, une seule fois.
- L'italique est rarement utilisé : mots en langue étrangère, titres d'œuvres, noms de bateaux, etc.
- Les citations ne sont pas en italique mais en corps de texte normal. Elles sont entourées par des guillemets français : « et ».
- Les listes à puces sont à éviter, des paragraphes rédigés étant largement préférés. Les tableaux sont à réserver à la présentation de données structurées (résultats, etc.).
- Les appels de note de bas de page (petits chiffres en exposant, introduits par l'outil «  Source ») sont à placer entre la fin de phrase et le point final[comme ça].
- Les liens internes (vers d'autres articles de Wikipédia) sont à choisir avec parcimonie. Créez des liens vers des articles approfondissant le sujet. Les termes génériques sans rapport avec le sujet sont à éviter, ainsi que les répétitions de liens vers un même terme.
- Les liens externes sont à placer uniquement dans une section « Liens externes », à la fin de l'article. Ces liens sont à choisir avec parcimonie suivant les règles définies. Si un lien sert de source à l'article, son insertion dans le texte est à faire par les notes de bas de page.
- La présentation des références doit suivre les conventions bibliographiques. Il est recommandé d'utiliser les modèles {{Ouvrage}}, {{Chapitre}}, {{Article}}, {{Lien web}} et/ou {{Bibliographie}}. Le mode d'édition visuel peut mettre en forme automatiquement les références.
- Insérer une infobox (cadre d'informations à droite) n'est pas obligatoire pour parachever la mise en page.

Pour une aide détaillée, merci de consulter Aide:Wikification.
Si vous pensez que ces points ont été résolus, vous pouvez retirer ce bandeau et améliorer la mise en forme d'un autre article.
 (juillet 2023).
Muqimuddin Farooqui, né en mars 1920 et décédé le 3 septembre 1997, est un homme politique indien ayant joué un rôle important de leader lors du mouvement étudiant pendant la lutte pour l'indépendance de l'Inde. Dirigeant du Parti communiste indien dès 1944, il dirige l'unité du parti de Delhi jusqu'en 1971 puis, à partir de 1971, il est un dirigeant du parti au niveau national.

## Mouvement étudiant
M. Farooqui nait à Ambehta, district de Saharanpur dans une famille musulmane modeste,,. Il est issu d'une lignée de pirs qui servaient de tuteurs aux empereurs moghols. Son ancêtre Hasan Askari est pendu par les autorités britanniques en 1857, pour avoir servi Bahadur Shah Zafar en tant que conseiller.
Il s'installe à Delhi en 1930 dans le cadre de sa scolarité. Son frère aîné participe à la lutte pour l'indépendance et est emprisonné deux fois par les autorités britanniques. En 1936, alors qu'il est étudiant au St. Stephen's College, M. Farooqui s'implique lui aussi dans le mouvement indépendantiste,,. M. Farooqui assiste à la première réunion de la All India Students Federation (AISF), avec Jawaharlal Nehru et MA Jinnah. Pendant ses années d'études, il rencontre Bahal Singh qui va avoir une grande influence sur les idées politiques de M.Farooqui. Il rejoint le Parti communiste indien en 1940. La même année, il organise une grève au St. Stephen's College pour protester contre l'arrestation de Nehru. À la suite de la grève, il est expulsé du Collège par le vice-chancelier de l'Université de Delhi, Maurice Gwyer,,. Il recevra plus tard un prix Tamra Patra pour son rôle dans le mouvement indépendantiste. Son diplôme de maîtrise de l'Université de Delhi lui est délivré en 1989 lors d'une convocation spéciale présidée par Shankar Dayal Sharma,.
Muqimuddin Farooqui est élu secrétaire général de l'AISF en 1941. Quelques mois plus tard, il est arrêté pour la première fois, à la suite d'un discours qu'il a prononcé à Calcutta. Il est de nouveau arrêté lors du mouvement Quit India. Il est interpellé par les autorités une troisième fois en 1946, où il est arrêté pour avoir appelé au boycott de la Victory Parade (organisée pour célébrer la victoire des Alliés pendant la Seconde Guerre mondiale ).

## Chef du parti communiste
La première conférence du parti CPI de Delhi tenue en 1944 élit M. Farooqui au poste de secrétaire de l'unité du parti de Delhi. Il a occupé ce poste jusqu'en 1971, date à laquelle il est passé au centre national du parti CPI. Il est élu au Conseil national du CPI en 1958 et rejoint l'exécutif national du CPI en 1974 puis le secrétariat national du CPI en 1982.
Il devient membre du Conseil métropolitain intérimaire de Delhi en 1966. En 1990, il est inclus dans le Conseil national d'intégration du gouvernement indien.

## Famille et amitiés
Marié à Vimla Kapoor (qui a pris le nom de Vimla Farooqui), une autre militante de l'AISF et qui est plus tard une dirigeante de la Fédération nationale des femmes indiennes (NFIW),. Le couple a un fils. M. Farooqui était connu pour son style de vie humble, vivant dans un appartement d'une pièce près de Jama Masjid à partir de 1952 et se rendant au travail en transports en commun jusqu'en 1988. Il s'habillait toujours en tenue simple (pyjama blanc bure, kurta). Au début de 1997, le Premier ministre HD Dewe Gowda lui propose de devenir gouverneur d'un État indien de son choix, mais M. Farooqui décline l'offre.
En tant qu'un des dirigeants de l'AISF, il se lie d'amitié avec IK Gujral, qui dirigeait l'unité de l'AISF au Pendjab. M. Farooqui est réputé pour avoir entretenu de solides relations avec un large éventail de dirigeants politiques; tels que VP Singh, GK Moopanar, Farooq Abdullah, Madan Lal Khurana et Murli Manohar Joshi. Il a été le mentor politique du futur président afghan Mohammad Najibullah, lors du séjour de ce dernier pour des études de médecine en Inde.

## Décès
Le 3 septembre 1997, il est victime une crise cardiaque alors qu'il prononce un discours lors d'un séminaire de la Fondation Rajiv Gandhi à Delhi,. Il est décédé peu de temps après à l'hôpital Ram Manohar Lohia.